# Filmstaden
För andra betydelser, se Filmstaden (olika betydelser).

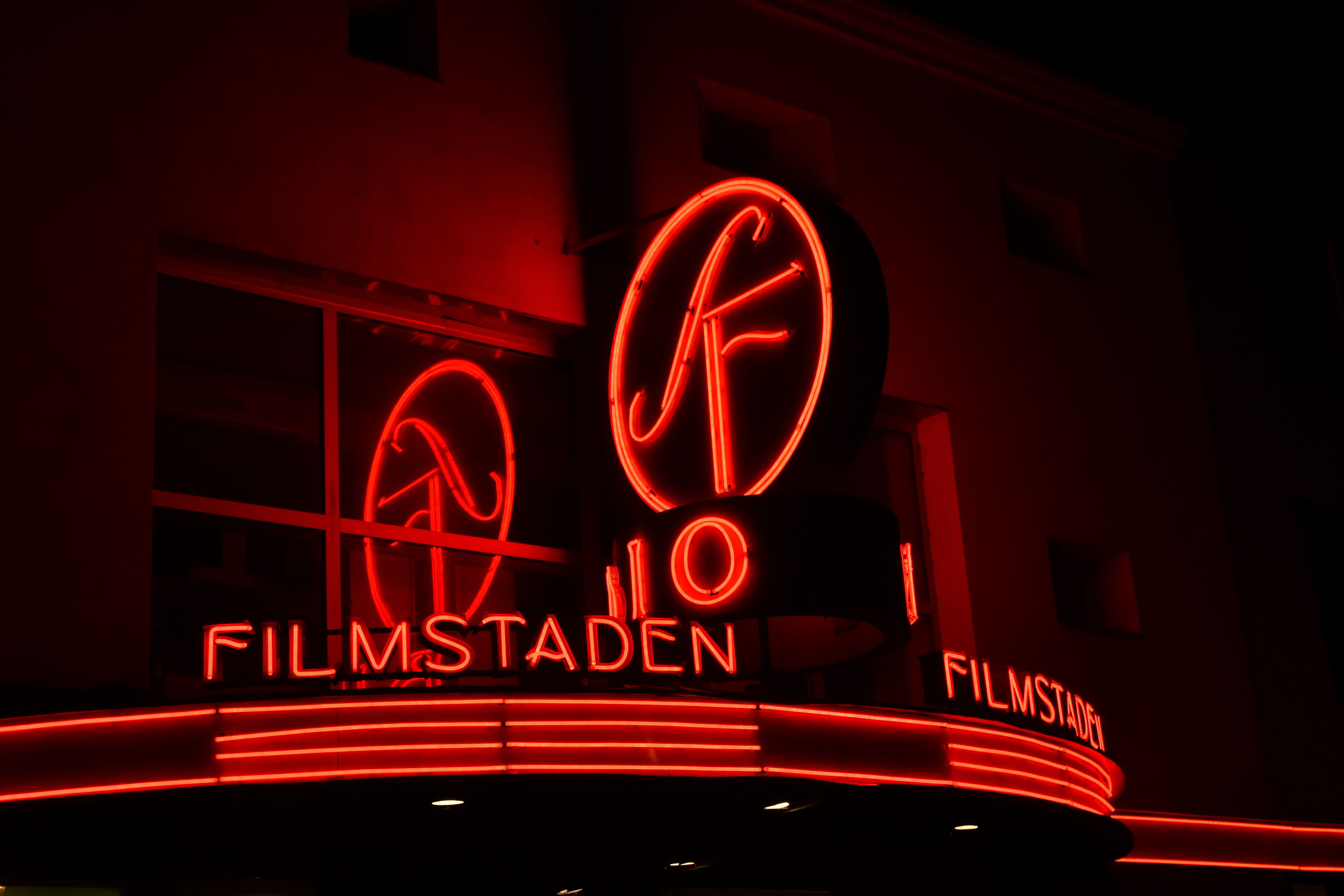
Tidigare skylt, Filmstaden i Malmö, 2018

Filmstaden AB, tidigare SF Bio, är Sveriges största biografkedja, ägda av AMC Theatres. 
Filmstaden bildades 1998 efter att Bonnier delat upp AB Svensk Filmindustris verksamhet i två bolag, biografbolaget SF Bio AB och produktionsbolaget Svensk Filmindustri AB. Efter att Bonnierkoncernen år 2017 sålt sina sista ägarandelar i SF Bio AB:s moderbolag Nordic Cinema Group till AMC Theatres genomfördes ett namnbyte på aktiebolaget till Filmstaden AB, då Bonnierkoncernen äger varumärket SF (Svensk Filmindustri).
Filmstaden ingår i den nordisk-baltiska koncernen Nordic Cinema Group, som sedan 2017 är en del av Odeon Cinemas Group, AMC Theatres europeiska dotterbolag. Omskyltningen från SF till Filmstaden började den 26 oktober 2018.

## Namnet
Filmstaden har sedan 1980 varit namn på Svensk Filmindustris multibiografer, i dag ägt av biografkedjan Filmstaden AB. Namnet Filmstaden kommer från namnet på SF:s gamla inspelningsstudio Filmstaden i Råsunda, Solna, det studioområde där 440 SF-filmer spelades in mellan åren 1919 och 1970. På platsen ligger i dag en biograf med namnet Filmstaden Råsunda.
Den första biografen under namnet Filmstaden öppnade den 15 februari 1980 i hörnet Mäster Samuelsgatan/Regeringsgatan i Stockholm (i Passagenhuset). Det var främst för att möta Ri-Teatrarnas etablering av multibiografen Rigoletto på Kungsgatan som SF började med multibiografer. Den första biografen hade elva salonger i två plan, varav salongerna 1 och 2 ägdes av Sandrew Film & Teater AB och salongerna 6 och 7 av Svenska Filminstitutet. Från och med 1985 tillkom ytterligare fyra salonger på det övre planet. Sista föreställningen visades den 7 januari 1996, men redan den 3 november året innan stängdes delar av biografen i och med att Sergelteatern då återinvigdes som multibiografen Filmstaden Sergel, med 14 salonger. Två av dessa tillhörde Sandrew Film & Teater (sedermera Sandrews), som 2007 gick i konkurs och övertogs av dåvarande SF Bio.

## Bolaget
Bolaget sköter och underhåller biografer över hela Sverige och driver hemsidan filmstaden.se där det går att se föreställningar och boka biljetter för biografer som drivs av Filmstaden, Svenska Bio och Cinemascenen. Programmen släpps generellt onsdagen innan kommande spelvecka (spelvecka: fredag till torsdag veckan därpå).
I början av 2016 fanns sammanlagt 38 biografer med 264 biosalonger på 22 orter. Systerbolaget SF Kino är Norges näst största biografoperatör med 13 biografer med totalt 82 salonger på 12 orter.
År 1983 köptes Svensk Filmindustri upp av Bonnierföretagen, och bolaget inledde en stor rekonstruktion och omorganisation. Denna utmynnade senare 1998 i att SF delades upp i två olika bolag – AB Svensk Filmindustri samt SF Bio AB, numera Filmstaden AB.
Under 2007 tog Filmstaden över Astoria Cinemas landsortsbiografer till följd av Astorias ekonomiska problem. Flertalet av landsortsbiograferna lades ner med omedelbar verkan (utom Borlänge som såldes vidare till Svenska Bio). Senare samma år tog Filmstaden även över Biopalatsen i Stockholm och Göteborg. Detta hjälpte dock inte, utan Astoria Cinemas begärdes i konkurs i juli. Astorias kvarvarande biografer i Stockholm togs över av Svenska Bio. Filmstaden har sedan 1983 i det närmaste totalt förnyat sitt biografnät, man byggde flersalongsbiografer under namnet Filmstaden, ett varumärke som 2018 kom att bli bolagets nya namn.
Filmstaden äger 49 procent av Svenska Bio som 2018 drev 37 biografer med 145 salonger på 34 orter i hela Sverige.
I mars 2013 sålde Bonniers 60% av Filmstaden till riskkapitalbolaget Ratos. Ratos är tidigare ägare av det finska biografbolaget Finnkino. Det nya samägda bolaget, Nordic Cinema Group, med Ratos som huvudägare, är det största biografbolaget i Norden med 440 salonger i fyra länder.
År 2015 sålde Ratos sin ägarandel och Bonnier 25% av sitt innehav till riskkapitalbolaget Bridgepoint.
År 2017 köpte världens största biografkedja, AMC Theatres, hela Nordic Cinema Group, där Filmstaden ingår.  Detta ledde till att Filmstaden under hösten 2018 bytte namn från SF Bio till Filmstaden, då den förra ägaren Bonnier fortfarande ägde namnet SF. Med detta bytte man även biovinjett och lät allmänheten under september 2018 rösta fram den nya vinjetten via sin tjänst Biolabbet. Den 26 oktober 2018 började SF Bio skylta om sina biografer till Filmstaden, genom invigningen av Filmstaden Helsingborg.

## Biografer
Filmstaden har biografer över hela Sverige. 2018 fanns det sammanlagt 38 biografer, med 270 biosalonger och dryga 34 200 fåtöljer på 22 orter.
| Namn                   | Plats         | Salonger | Salonger  | Information                       |
| Namn                   | Plats         | Salonger | Varav VIP | Information                       |
| ---------------------- | ------------- | -------- | --------- | --------------------------------- |
| Biopalatset            | Göteborg      | 10       |           |                                   |
| Filmstaden Bergakungen | Göteborg      | 14       | 1         | IMAX                              |
| Filmstaden Entré       | Malmö         | 5        |           |                                   |
| Filmstaden Gävle       | Gävle         | 7        |           |                                   |
| Filmstaden Helsingborg | Helsingborg   | 7        | 1         | iSense.                           |
| Filmstaden Heron City  | Kungens kurva | 18       | 2         | Sveriges största biograf.         |
| Filmstaden Jönköping   | Jönköping     | 7        |           |                                   |
| Filmstaden Karlstad    | Karlstad      | 8        |           |                                   |
| Filmstaden Kista       | Kista         | 11       |           |                                   |
| Filmstaden Linköping   | Linköping     | 8        |           |                                   |
| Filmstaden Luleå       | Luleå         | 6        |           |                                   |
| Filmstaden Lund        | Lund          | 7        |           | Filmstadens äldsta biografsalong. |
| Filmstaden Norrköping  | Norrköping    | 8        |           |                                   |
| Filmstaden Råsunda     | Solna         | 4        |           |                                   |
| Filmstaden Scandinavia | Solna         | 15       | 4         | Dolby Atmos ljud. IMAX. 4K        |
| Filmstaden Sergel      | Stockholm     | 14       |           |                                   |
| Filmstaden Sickla      | Nacka         | 5        |           | 4K                                |
| Filmstaden Storgatan   | Malmö         | 8        |           |                                   |
| Filmstaden Söder       | Stockholm     | 10       |           |                                   |
| Filmstaden Täby        | Täby          | 5        |           |                                   |
| Filmstaden Umeå        | Umeå          | 9        |           |                                   |
| Filmstaden Uppsala     | Uppsala       | 12       | 2         |                                   |
| Filmstaden Vällingby   | Vällingby     | 5        |           |                                   |
| Filmstaden Västerås    | Västerås      | 8        |           |                                   |
| Filmstaden Växjö       | Växjö         | 7        |           |                                   |
| Filmstaden Örebro      | Örebro        | 10       |           |                                   |
| Grand Lidingö          | Lidingö       | 2        |           |                                   |
| Göta                   | Göteborg      | 4        |           | 4K.                               |
| Rigoletto              | Stockholm     | 5        | 1         | 4K-stöd. 35x70mm-stöd.            |
| Royal                  | Malmö         | 1        |           | 35x70mm-stöd.                     |
| Royal                  | Uppsala       | 5        |           |                                   |
| Saga                   | Stockholm     | 4        |           |                                   |
| Skandia                | Stockholm     | 1        |           |                                   |
| Spegeln                | Uppsala       | 1        |           | 4K                                |
| Sture                  | Stockholm     | 3        |           |                                   |

Tabell uppdaterad Februari 2020. Notera att tabellen endast innehåller biografer som ägs och drivs av Filmstaden. Därmed exkluderas Svenska Bio-biografer och Cinemascenen-biografer.